# Annick Ponthier
Annick Ponthier (nascida em 21 de outubro de 1971) é uma política belga que serve como parlamentar de Vlaams Belang na Câmara dos Representantes desde 2019.
Em 2009, Ponthier tornou-se membro da Câmara dos Representantes. Ela continuou no cargo até 2014. Nas eleições de 2014, ela foi candidata ao Parlamento Flamengo, mas não foi eleita. Posteriormente, ela tornou-se assistente política do partido Vlaams Belang. Ela também foi conselheira provincial da província de Limburg de 2006 a 2009 e é conselheira municipal de Bilzen desde 2007. Além disso, ela foi em 2011 presidente do Vlaams Belang em Limburg e membro do conselho executivo do partido. Nas eleições de 2019, Ponthier foi a líder da Lista Parlamentar de Limburg do partido Vlaams Belang.
Em 2020, Ponthier recebeu uma carta contendo uma misteriosa substância em pó juntamente com o líder do VB, Tom Van Grieken. Como resultado desta ameaça, ela recebeu proteção policial.